# Horace Van Offel
Pour les articles homonymes, voir Van Offel.
Horace Van Offel, né le 22 septembre 1876 à Anvers, Belgique, et décédé le 6 octobre 1944 à Fulda, Land de Hesse, Allemagne, est un écrivain belge. Il est élu le 11 janvier 1936 à l'Académie royale de langue et de littérature françaises de Belgique.

## Biographie

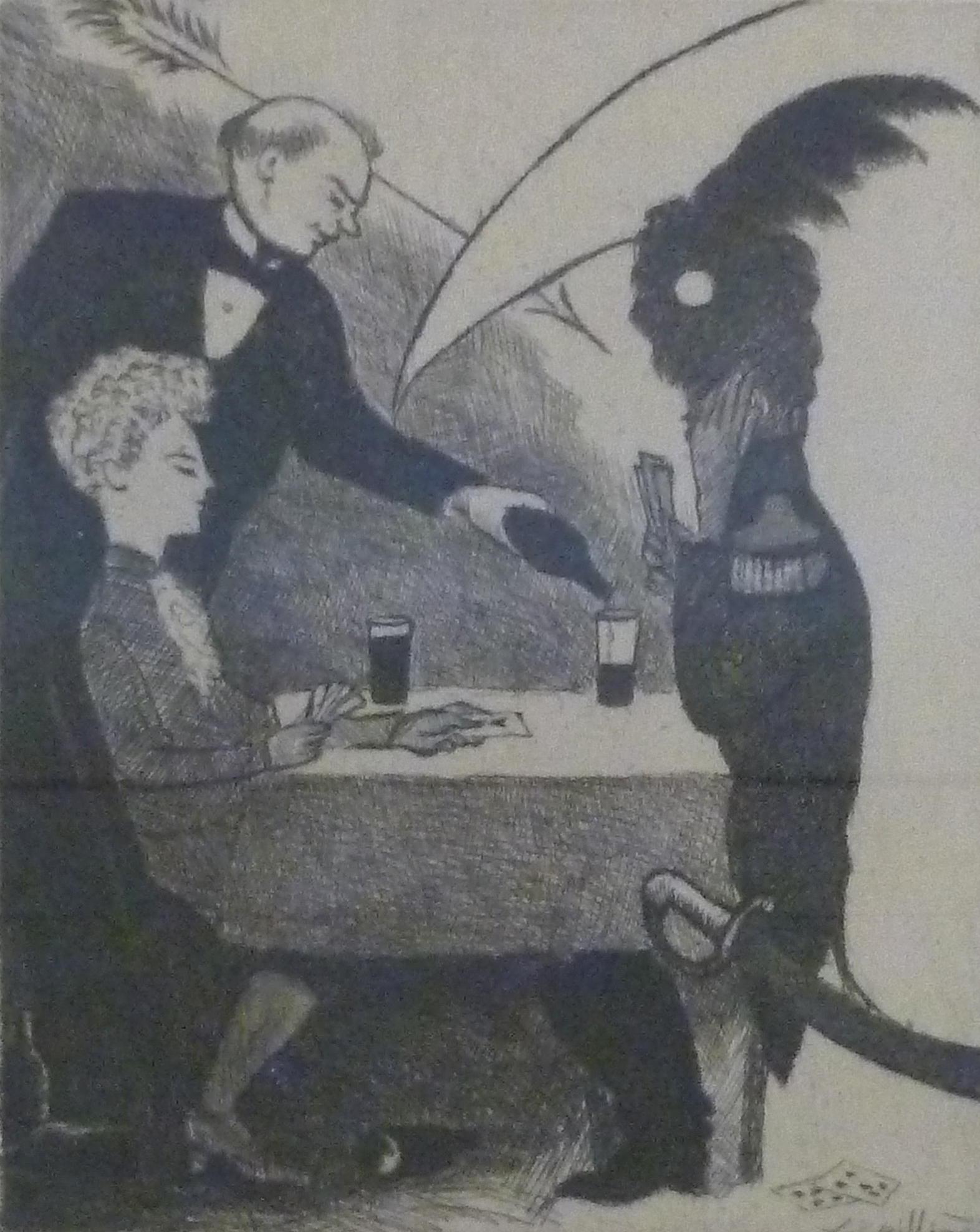
Illustration de Léon Spilliaert pour "La flèche et la faux" (Contes d'Horace Van Offel)

Fils d'un teinturier-mercier, en 1889, il perd sa mère dès le début de son adolescence. Ses frères sont les peintres Edmond Van Offel et Stan Van Offel. Son père, homme lettré, l'inscrit à neuf ans à des cours de l'Académie royale des beaux-arts de Bruxelles. En 1891, il devient élève dans un pensionnat de collégiens en uniforme où il étudie les humanités gréco-latines. De retour à Anvers, il en fréquente les cercles artistiques, lit des auteurs qui auront une influence sur ses œuvres ultérieures (Edgar Poe, Charles Baudelaire, Villiers de l'Isle-Adam, Barbey d'Aurevilly, Jules Verne et Eugène Sue) et publie quelques contes dans la presse d'Anvers. Il apprend également l'escrime et devient une fine lame de ce sport.
Après quelques tergiversations, il se décide à devenir écrivain et donne deux pamphlets antimilitaristes et quelques pièces de théâtre. Il se marie à cette même époque et tente de s'installer à Paris, mais n'y demeure que six mois. Il tient ensuite un magasin d'antiquités à Anvers, mais l'affaire périclite et il s'établit à Bruxelles dans le dénuement et la pauvreté. Habitué du café Hulstkamp, il continue d'entretenir des relations amicales avec des écrivains et artistes, notamment avec le dramaturge Fernand Crommelynck jusqu'en 1922. Il occupe un poste de rédacteur au journal du Carillon d'Ostende et devient le [prête-plume littéraire  ] de Willy, le mari de Colette, pour lequel il rédige des contes.
Tout en poursuivant la publication d'articles et de courts textes dans la presse belge, il s'attelle à un roman, L'Exaltation, qui ne paraîtra qu'en 1919, après la Première Guerre mondiale pendant laquelle il combat pendant quinze mois en tant que sous-lieutenant cantonné à Rouen. En 1917, un recueil de ses contes militaires intitulé Les Nuits de garde lui assure un contrat de dix ans avec l'éditeur parisien Albin Michel. Dès lors, sa carrière littéraire est lancée et la parution de ses romans, traduits en plusieurs langues, se succèdent à un rythme soutenu. À partir de 1921, il s'essaie avec succès au roman historique avec Le Peintre galant qui évoque la vie d'Antoine Van Dyck et glisse peu à peu vers l'écriture de romans d'aventures ayant pour toile de fond des guerres européennes : Le Colonel de Saint-Edme (1927), situé à l'époque des conquêtes napoléoniennes, ou encore Le Gueux de mer (1936), qui relate un épisode du conflit entre l'Espagne et la Hollande au XVIe siècle. Il signe également un roman de science-fiction, La Terreur fauve (1922), un roman fantastique paru dans la revue Cassandre et intitulé La Brèche de Breda, et deux romans policiers pour la collection Le Masque.
En dépit de ses succès, des ennuis familiaux et financiers le contraignent à regagner Bruxelles. Il y est accueilli avec considération et, le 11 janvier 1936, est élu au siège no 21 de l'Académie royale de langue et de littérature françaises de Belgique. Un recueil de ses contes paraît la même année avec des illustrations originales de James Ensor, Léon Spilliaert et Maurice de Vlaminck. Cette consécration est toutefois ternie lorsqu'il choisit, en mai 1940, de se joindre à l'équipe du journal Le Soir d'obédience nazie. Rédacteur en chef, il publie de nombreux textes de propagande à la gloire d'Hitler. À la Libération, il se réfugie en Allemagne, où il meurt le 6 octobre 1944. Peu après, le 21 du même mois, l'Académie royale de Belgique prononce son exclusion du cénacle pour cause de collaboration avec l'ennemi.

## Œuvre

### Romans
- L'Oiseau du paradis, Paris, Albin Michel, 1917
- La Don Juan ridicule, Paris, Albin Michel, 1918
- Le Tatouage bleu, Paris, Albin Michel, 1919
- Suzanne et son vieillard, Paris, Albin Michel, 1919
- L'Exaltation, Paris, Albin Michel, 1919
- Le Peintre galant, Paris, Albin Michel, 1921
- La Terreur fauve, Paris, Albin Michel, 1922
- Sylvia et le Cremnobate, Paris, Albin Michel, 1924
- Les Deux Ingénus, ou le Voyage aux Îles Fortunées, Paris, Grasset, 1924
- La Rose de Java, Bruxelles, Renaissance du Livre, 1926
- Le Colonel de Saint-Edme, Bruxelles, Renaissance du Livre, 1927
- La Dépouille du lion, Paris, Éditions Cosmopolites, Collection du lecteur no 39, 1930
- Le Jongleur d'épée, Paris, Éditions des Portiques, 1930
- Le Roi de la jetée, Paris, Éditions Cosmopolites, Collection du lecteur no 84, 1932
- Le Chemin de ronde, Paris, Éditions des Portiques, 1932
- La Passion mexicaine, Paris, Éditions Cosmopolites, Collection du lecteur no 110, 1932
- La Flûte corsaire, Paris, Éditions Denoël et Steele, Bibliothèque merveilleuse, 1933
- Le Gueux de mer, Bruxelles, Renaissance du Livre, 1936

### Romans policiers
- Le Chevalier de Batavia, Paris, Librairie des Champs-Élysées, Le Masque no 24, 1929
- Le Casse-tête malais, Paris, Librairie des Champs-Élysées, Le Masque no 90, 1931

### Recueil de contes
- Les Nuits de garde, Paris, Albin Michel, 1917
- Contes, Bruxelles, Éditions des Artistes, 1936

### Théâtre
- Les Intellectuels, pièce en 3 actes, Éditions de la Belgique artistique et littéraire, 1907
- L'Oiseau mécanique, pièce en 4 actes, Éditions de la Belgique artistique et littéraire, 1907
- La Victoire, pièce en 4 actes, L. de Plancke, 1909
- Une nuit de Shakespeare, 1913

### Autres publications
- Une armée de pauvre, 1905
- Les Enfermés, 1906
- Le Secret de Rubens, Paris, Albin Michel, 1927
- Léopold III : roi des Belges, Paris, Éditions Denoël et Steele, coll. Célébrités d'hier et d'aujourd'hui no 11, 1936
- L'incendie de Chicago, Paris, Tallandier, Cinéma-Bibliothèque no 17, 1938
- Confessions littéraires, Paris, Nouvelle Société d'Édition, 1938

## Prix et récompenses
- Prix triennal pour l'ensemble de son œuvre

## Sources
- Jacques Baudou et Jean-Jacques Schleret, Le Vrai Visage du Masque, vol. 1, Paris, Futuropolis, 1984, 476 p. (OCLC 311506692), p. 439.